# Poseahva, Hoșcea
Poseahva (în ucraineană Посягва) este localitatea de reședință a comunei Poseahva din raionul Hoșcea, regiunea Rivne, Ucraina.

## Demografie
Componența lingvistică a localității Poseahva
     Ucraineană (99,5%)
     Alte limbi (0,5%)
Conform recensământului din 2001, majoritatea populației localității Poseahva era vorbitoare de ucraineană (99,5%), existând în minoritate și vorbitori de alte limbi.